# Fikce (umění)

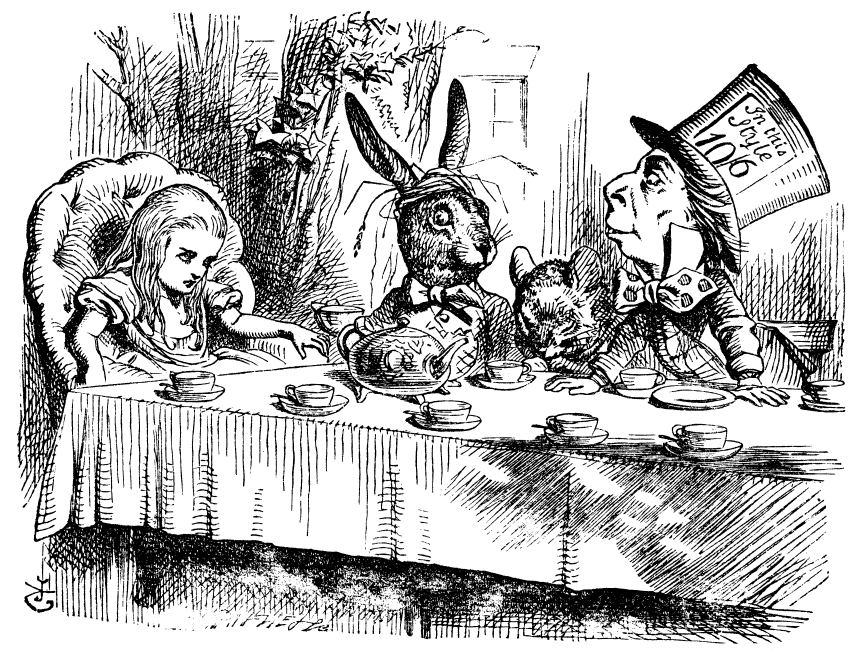
Ilustrace ke knize Alenka v říši divů

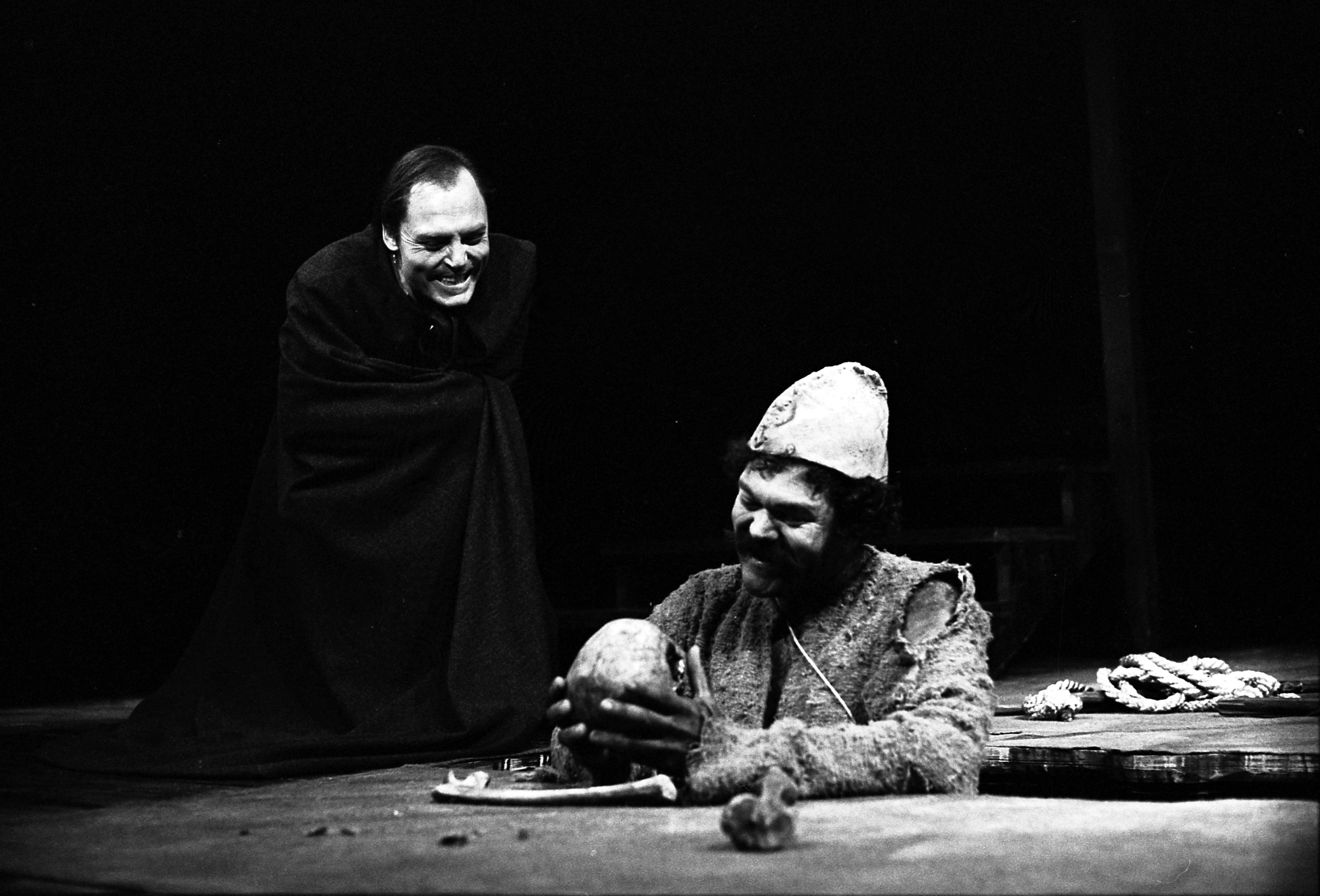
Hamlet v podání Mark Taper Forum v Los Angeles

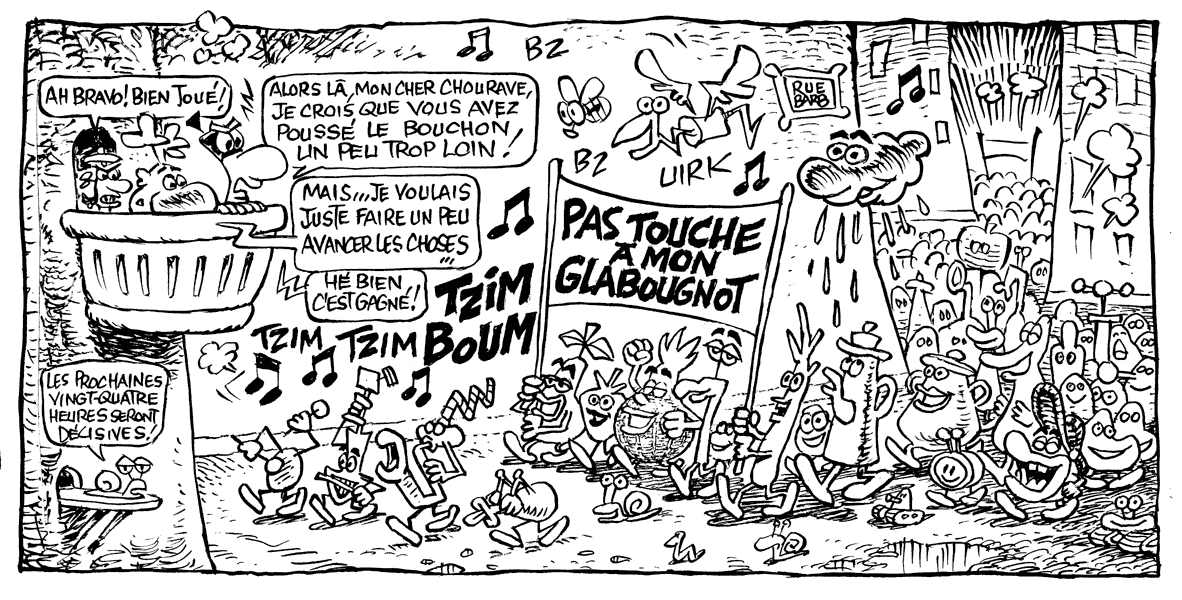
Komiks Nikity Mandryky

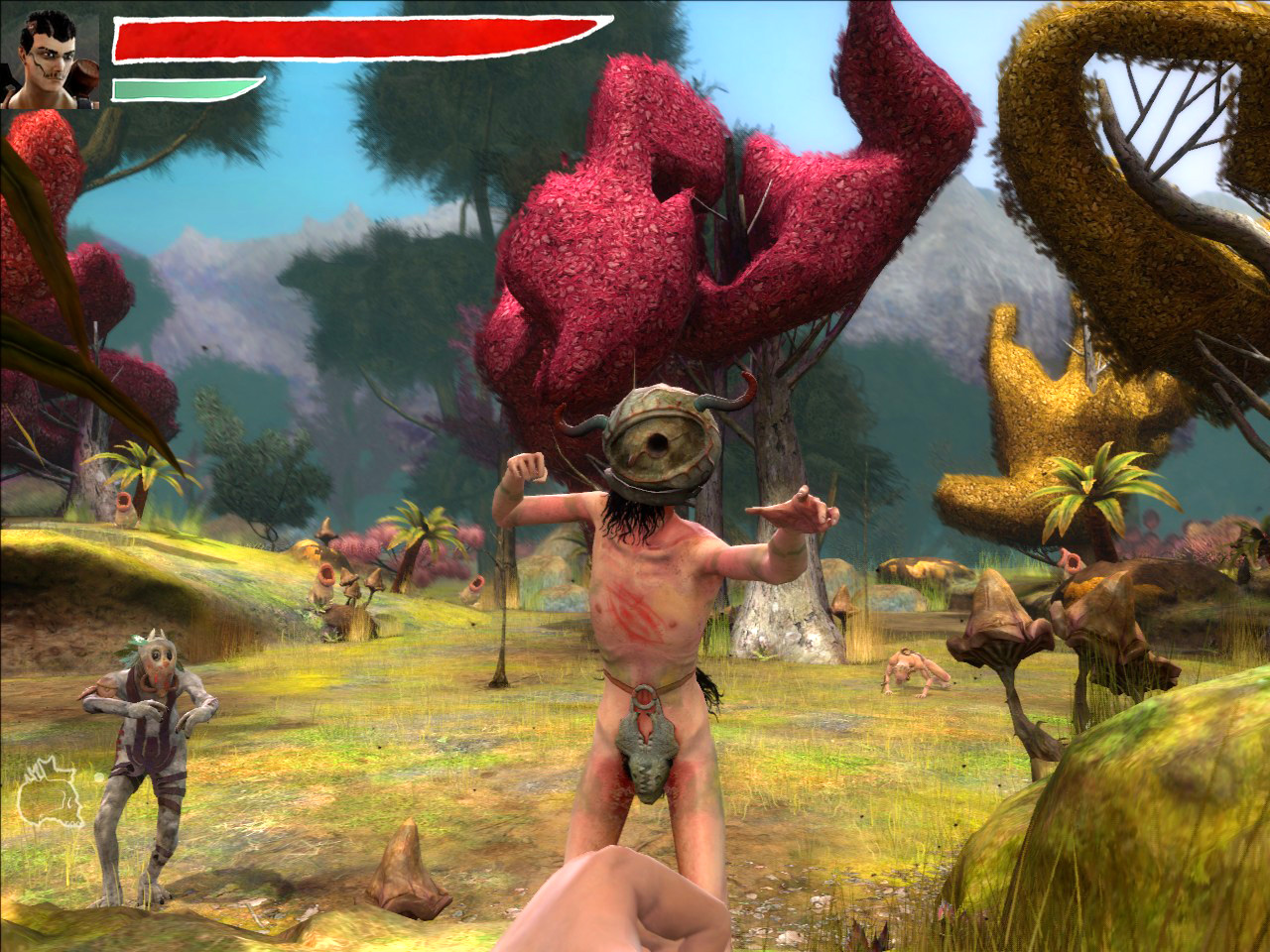
Počítačová hra Zeno Clash

Fikce je jakékoli tvůrčí dílo, zejména narativní, zobrazující imaginární, neskutečné jednotlivce, události nebo místa, případně dílo, které zobrazuje skutečné osoby, děje a místa imaginárním, realitu věrně nekopírujícím způsobem. Fikci mohou nést různá média: knihy, film, televize, rozhlas, divadlo, internet, komiks, videohry nebo různé druhy her (nejvíce hry na hrdiny). Fikci může nést i ústní tradice, tato forma je v lidských dějinách nejstarší. Druhá nejstarší je literární fikce. Fikce se v různých médiích liší, ale nese i určité společné rysy. Blízko k významu pojmu fikce má narace, nejde však o plné synonymum, neboť fikce nemusí mít pevnou strukturu, která je s narací definičně spjata (může být například čistě snová, chaotická, surreálná), byť kupříkladu literární teoretik James Wood s tím nesouhlasí a zdůrazňuje, že "fikce musí být jak umělá, tak věrohodná", což zcela rozbitá vyprávění nesplňují. Na druhou stranu jistým rysem vztahu fikcí a jejich příjemců je příjemcova konvenční "pozice důvěry vůči vypravěči" (tímto stavem ostatně fikci definoval již Samuel Taylor Coleridge), která dává vypravěči poměrně značné možnosti se od reality tak či onak odchýlit. Typicky je fiktivnost díla veřejně vyjádřena, takže diváci očekávají, že se dílo bude více či méně odchylovat od reálného světa, existují ale i výjimky z toho pravidla (například mystifikační dokument: Mňága - Happy End (1996), Visací zámek 1982 – 2007 (1993) apod.). Za fikci se považují i díla, která se snaží realitu zobrazit poměrně věrně, jako historický film nebo životopisný román, neboť možnosti tvůrce postihnout realitu přesně jsou omezené. Existují naopak fikce, které se snaží od reálného světa co nejvíc odchýlit a vytvořit vlastní svět s vlastními pravidly, která je ovšem příjemce ochoten přijmout a respektovat (zejm. science fiction a fantasy). Mimo oblast fikce by se měly nacházet žánry jako literatura faktu, publicistika, filmový či televizní dokument, vědecká monografie apod., ačkoli i u nich se vedou složité diskuse o vztahu k realitě. Účinky prožívání fikce a způsob, jakým se publikum po konzumaci fikce mění, byly studovány po staletí. Spíše než o zisku poznatků teoretici mluví o efektu katarze (který se blíží účinku náboženského rituálu) nebo o ukojení potřeby slasti (jakkoli vyloženě fyziologické zakotvení této slasti je prokazatelné jen u specifických fikcí typu pornografie). Důkazem hluboké lidské potřeby fikcí je, že historicky fikce předcházejí nefiktivním žánrům (k nejstarším fikcím patří mýty, jejichž vyprávění, ba i zaznamenávání, předchází kupříkladu historiografii o několik století). Za důkaz takové potřeby lze považovat i fenomén fanouškovské fikce. K fikci dlouho patřila převažující pasivita příjemce, ale to výrazně změnily počítačové hry a videohry, které doplnily princip interaktivity, jež byl do starších forem vnášen spíše krkolomně (Kinoautomat apod.). Pasivita diváka v minulosti vedla i k různé kritice za manipulativnost fikce (marxisté ji kritizovali za pomoci konceptu odcizení), kterou se pak programově snažila narušovat umělecká avantgarda, například Bertold Brecht svými zcizovacími efekty na jevišti. Fikci studují povětšinou obory rozrůzněné podle média, které fikci nese (literární teorie, filmová věda, teatrologie), ale existují i pokusy uchopit předmět bez ohledu na nosiče sdělení a najít společné vlastnosti a pravidla tvorby všech fikcí (teorie fikčních světů, naratologie, kulturální studia, estetika). Fikce je významný sociální jev a jako takový je často regulován (cenzura), je komodifikován a úspěšně obchodován na trhu a má silné právní souvislosti, zejména ve vztahu k autorství (autorská práva). Podle míry komodifikovanosti se fikce také někdy dělí (fikce umělecká, žánrová, populární apod.). Fikce měla takřka po celé lidské dějiny živého autora (ať už individuálního nebo kolektivního, známého či anonymního), toto pravidlo ale změnila umělá inteligence.